# Clap Hands, Here Comes Charlie!
Clap Hands, Here Comes Charlie! è il ventitreesimo album della cantante jazz Ella Fitzgerald, pubblicato dalla Verve Records nel 1961.

## Tracce
Lato A
1. A Night in Tunisia (Dizzy Gillespie, Frank Paparelli) – 4:06
2. You're My Thrill (Sidney Clare, Jay Gorney) – 3:35
3. My Reverie (Larry Clinton, Claude Debussy) – 3:16
4. Stella by Starlight (Ned Washington, Victor Young) – 3:17
5. 'Round Midnight (Bernie Hanighen, Thelonious Monk, Cootie Williams) – 3:28
6. Jersey Bounce (Tiny Bradshaw, Buddy Feyne, Edward Johnson, Bobby Plater) – 3:33
7. Signing Off (Jimmy Campbell, Reg Connelly) – 3:45

Lato B
1. Cry Me a River (Arthur Hamilton) – 4:13
2. This Year's Kisses (Irving Berlin) – 2:14
3. Good Morning Heartache (Ervin Drake, Dan Fisher, Irene Higgenbotham) – 4:17
4. (I Was) Born to Be Blue (Mel Tormé, Bob Wells) – 2:42
5. Clap Hands! Here Comes Charley! (Ballard MacDonald, Joseph Meyer, Billy Rose) – 2:41
6. Spring Can Really Hang You Up the Most (Fran Landesman, Tommy Wolf) – 6:13
7. The Music Goes Round and Round (Eddie Farley, Red Hodgson, Mike Riley) – 2:27

Bonus track riedizione 1989
1. The One I Love (Belongs to Somebody Else) (Previously unreleased) (Isham Jones, Gus Kahn) – 2:12
2. I Got a Guy (Previously unreleased) (Marion Sunshine) – 3:43
3. This Could Be the Start of Something Big (Previously unreleased) (Steve Allen) – 2:43